# Цесарка камерунська
Цесарка камерунська (Guttera plumifera) — вид птахів родини Цесаркові (Numididae). Мешкає в вологому первинному лісі Центральної Африки. Має голу, сіро-блакитну шкіру на шиї і голові.

## Підвиди
- G. p. plumifera (Cassin, 1857)  — південний Камерун, басейн Конго, північний Габон і північна Ангола
- G. p. schubotzi (Reichenow, 1912) — північ Конго до Східної рифтової долини і озера Танганьїка.